# Cheng Dawei
En aquest nom xinès, el cognom és Cheng.
Cheng Dawei (xinès: 程大位)  (Comtat de Xiuning, 3 de maig de 1533 (Gregorià) - 18 de setembre de 1606), a vegades escrit Da Wei Cheng o Ch'eng Ta-wei, va ser un matemàtic xinès.

## Vida i obra
Cheng va néixer a Xiuning (actual Huangshan), província d'Anhui. Des de jove, va ser un comerciant que va viatjar per diferents indrets de la regió del Iang-Tsé i sempre es va esforçar per trobar llibres de matemàtiques o contactar amb mestres que en sabessin. Amb tota aquesta experiència va anar creant de forma gradual i sistemàtica la seva pròpia col·lecció de problemes aritmètics.
Quan es va retirar del comerç, va escriure i publicar el seu llibre pel qual és més conegut: el Suanfa tongzong (Tractat de mètodes de càlcul) (1592). Es diu que va tenir tan èxit i en va vendre tantes còpies que el preu del paper va pujar de forma considerable i que, davant de tan lucratiu negoci, en van aparèixer un munt de còpies pirates plenes de errors. El llibre va saltar les fronteres per estendre's per Corea i Japó i, més tard, per Europa, convertint-se en tot un clàssic del càlcul amb àbac.

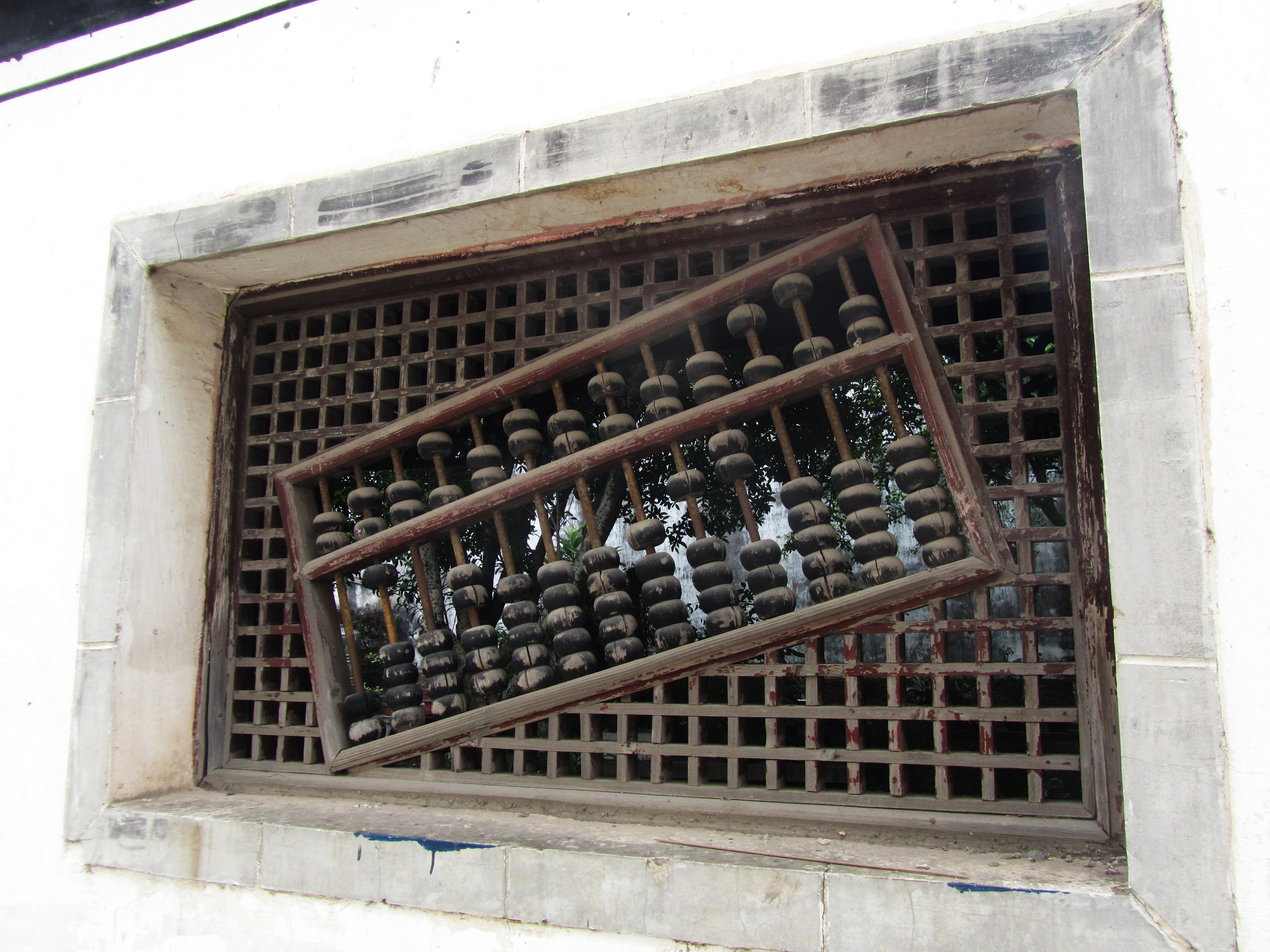
Una finestra de l'antiga residència de Cheng, té una gelosia amb forma d'Àbac.

El llibre està compost per una col·lecció de 595 problemes distribuïts en 17 capítols escrits en forma molt literària (està escrit en vers), en els quals tracta tots els temes tradicionals de la matemàtica xinesa de l'època: com aprendre i ensenyar a fer càlculs, significat dels termes aritmètics, mística dels nombres, càlculs amb l'àbac o amb taules que cal aprendre de memòria, curiositats i entreteniments matemàtics i història de les matemàtiques.
Sis anys més tard, va publicar una versió abreviada d'aquest llibre, amb el títol de Suanfa zuanyao (Compendi de mètodes de càlcul) (1598).
A l'antiga residència de Cheng al carrer Qianyuan de la ciutat de Huangshan hi ha actualment un museu que conté una notable col·lecció d'abacs de totes les èpoques, juntament amb un considerable nombre de materials relacionats amb l'àbac.